# Tele-Gram Långt Farväl
Tele-Gram Långt Farväl är ett livealbum utgivet 1985 med Py Bäckman, Dan Hylander och Raj Montana Band.

## Låtförteckning
| Nr  | Titel                            | Låtskrivare  | Längd |
| --- | -------------------------------- | ------------ | ----- |
| 1.  | "Jag lever"                      | Py Bäckman   | 4:00  |
| 2.  | "21/3"                           | Dan Hylander | 3:06  |
| 3.  | "Farväl till Katalonien"         | Dan Hylander | 5:24  |
| 4.  | "Jones den Förskräcklige"        | Py Bäckman   | 2:41  |
| 5.  | "Svart kaffe"                    | Dan Hylander | 4:35  |
| 6.  | "Till en vän?"                   | Py Bäckman   | 4:45  |
| 7.  | "Maria utan man"                 | Dan Hylander | 4:31  |
| 8.  | "Vykort, vykort"                 | Dan Hylander | 4:32  |
| 9.  | "Röd sammet / Rebeckas gråt"     | Py Bäckman   | 6:15  |
| 10. | "Flyg iväg"                      | Py Bäckman   | 4:00  |
| 11. | "Sista föreställningen"          | Py Bäckman   | 3:06  |
| 12. | "Morgon måste vakna"             | Dan Hylander | 5:24  |
| 13. | "You've Lost That Lovin Feeling" | Py Bäckman   | 2:41  |
| 14. | "Svindlande Höjder"              | Py Bäckman   | 4:35  |
| 15. | "Längtans Blå Hotell"            | Dan Hylander | 4:45  |
| 16. | "Och Allt Jag Rymmer"            | Dan Hylander | 4:31  |
| 17. | "Kristall"                       | Py Bäckman   | 4:32  |
| 18. | "Skuggor I Skymningen"           | Dan Hylander | 6:15  |

### Medverkande musiker i Raj Montana Band
- Sång - Py Bäckman
- Sång - Dan Hylander
- Trummor – Pelle Alsing
- Bas – Ola Johansson
- Gitarr – David Carlson
- Orgel - Hasse Olsson)
- Keyboards - Clarence Öfwerman
- Kör - Tove Naess och Anne-Lie Rydé

Övrig info:
- Inspelad på Göta Lejon / Stockholm 5-6 december 1984
- Producerad av Dan Hylander, Py Bäckman och Pontus Olsson.

## Listplaceringar
| Lista (1985) | Topplacering |
| ------------ | ------------ |
| Sverige      | 14           |